# Opferwanne

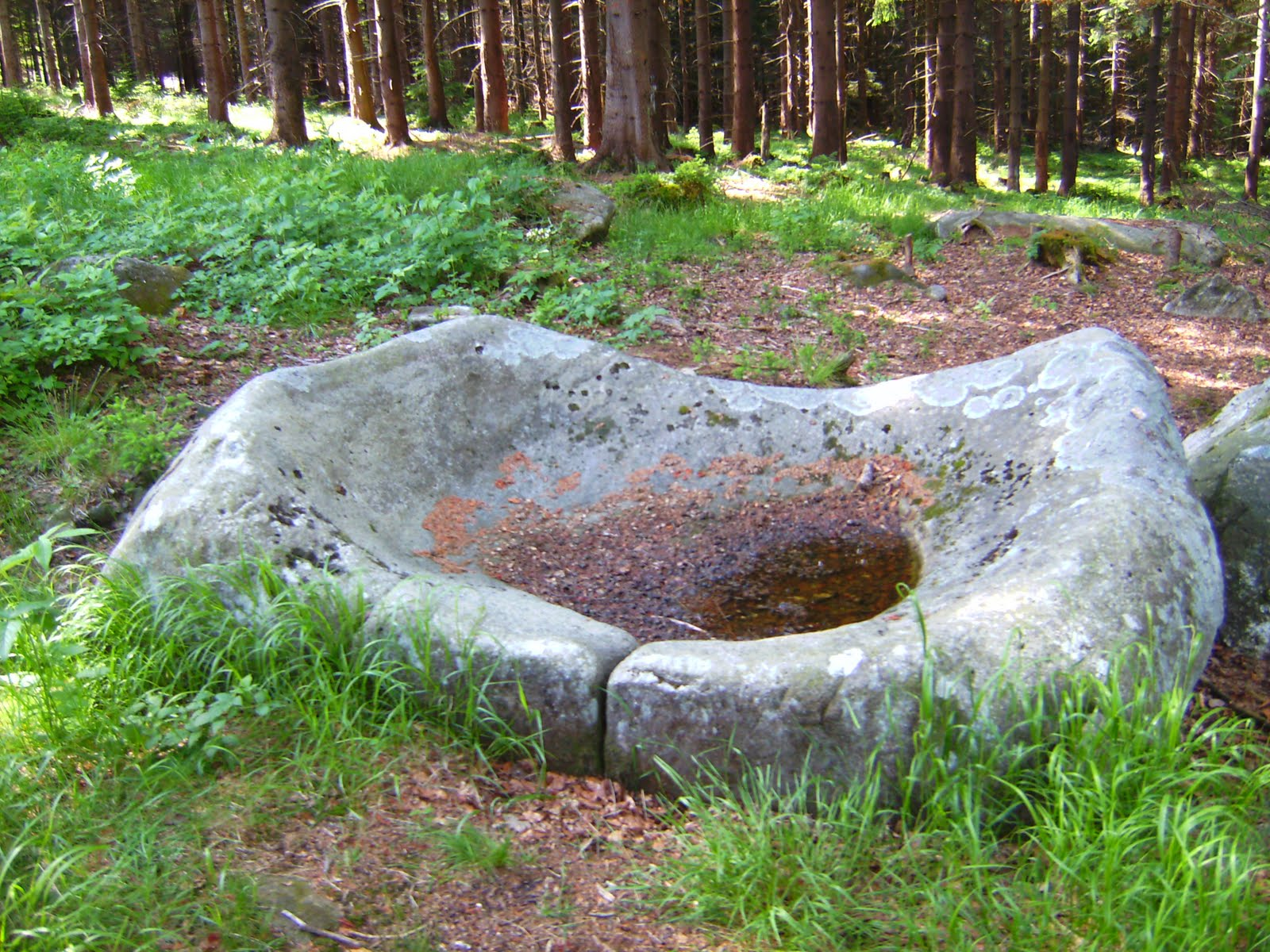
Opferwanne bei Karches

Die Opferwanne ist ein aus einem Granitblock bestehendes Geotop. Sie liegt ca. 900 Meter westlich von Karches in der Gemeinde Bischofsgrün im Landkreis Bayreuth, unterhalb der Bundesstraße 303 in der Waldabteilung Fischerloh.

## Beschreibung
Die Opferwanne ist ca. drei Meter lang, zwei Meter breit und einen halben Meter hoch. In der Mitte befindet sich eine muldenartige Vertiefung, die Höhe des Muldenrandes beträgt zwischen 25 und 50 Zentimeter. Außerdem besitzt sie eine Hohlform natürlichen Ursprungs, die zwei Zentimeter breit und 20 Zentimeter tief ist.
Die Nutzung dieses eigenartigen Granitblocks ist nicht eindeutig geklärt. Er wurde vermutlich zur Aufbereitung der Erze eines nahe gelegenen Eisenglanz-Bergwerkes genutzt. Angesichts der Ablaufrinne könnte es sich aber auch um einen Pechstein handeln, in dem Baumharz für die Pechherstellung gewonnen wurde. Solche Mulden, Schüsseln und Wannen kommen häufig im Fichtelgebirge vor und sind durch Verwitterung, Auswaschung und Erosion entstanden. An der Wanne befindet sich eine Infotafel.